# Ja vas ljubil...
Ja vas ljubil... (russisk: Я вас любил…) er en sovjetisk spillefilm fra 1967 af Ilja Fres.

## Medvirkende
- Viktor Perevalov som Kolja
- Violetta Khusnulova som Nadja
- Valerij Ryzjakov som Zjora
- Natalja Seleznjova som Lidija Nikolajevna
- Jevgenij Vesnik